# Debat over de status van het Afrikaans
Het debat over de status van het Afrikaans woedt sinds de oprichting van het Genootskap van Regte Afrikaners in 1875. De deelnemers aan dit debat, vooral Afrikaanssprekende en Nederlandstalige taalkundigen, vinden het Afrikaans afwisselend een dialect, een half-creool of een volwaardige dochtertaal van het Nederlands. Voor alle drie stellingen zijn wetenschappelijke bewijzen gevonden.

## Standpunten

### Nederlands dialect
Om het Afrikaans goed te kunnen vergelijken met het Nederlands, wordt het Afrikaans niet alleen vergeleken met het Standaardnederlands, maar ook met de overige Nederlandse dialecten. Zo is op 44 verschillende plekken in het Nederlands taalgebied het plaatselijke Nederlandse dialect onderzocht, waaronder dialecten uit België, Duitsland, Namibië, Nederland en Zuid-Afrika. De plaatselijke dialecten zijn elk met het Standaardnederlands vergeleken op basis van grammatica, uitspraak, spelling en andere onderdelen van taal.
De dialecten van het Afrikaans staan dichter bij het Standaardnederlands dan 18 andere Nederlandse dialecten, welke voornamelijk gesproken worden in Noord-Nederland, Oost-Nederland, Limburg (zowel België als Nederland) en Frans-Vlaanderen.
Daarnaast heeft het Afrikaans daadwerkelijk lange tijd ook als een dialect van het Nederlands gefungeerd. Op basis van deze argumenten is vinden sommige wetenschappers dat het Afrikaans een Nederlands dialect is.
Deze stelling wordt betwist door de taalkundigen die vinden dat het Afrikaans een dochtertaal van het Nederlands is. Deze taalkundigen leggen de nadruk op de verschillen tussen het Afrikaans en het Nederlands.

### Nederlands half-creool
Al lang voor de standaardisering van het Afrikaans en de taalbewustzijn onder de Afrikaans/Nederlandssprekenden in de Kaap vermoedden onder anderen de bekende Nederlandse taalkundigen Matthias de Vries en Lammert te Winkel en de Duitse creoolkenner Hugo Schuchardt dat het Afrikaans zo'n gemengde afstamming had en daarmee een creool of een half-creool van het Nederlands zou zijn. Het Afrikaans is immers beïnvloed door andere talen dan het Nederlands. Hoewel beide talen beïnvloed zijn door het Maleis, werd Afrikaans ook beïnvloed door het Portugees, de Khoisantalen uit de Kaap en meerdere Bantoetalen uit de binnenlanden van Zuid-Afrika. De invloed van deze talen op het Afrikaans lijkt echter beperkt en daarmee werd dit idee omstreeks het jaar 2000 als grotendeels achterhaald verklaard.

### Dochtertaal van het Nederlands
Doorgaans wordt het Afrikaans als een dochtertaal van het Nederlands beschouwd. Argumenten voor deze hypothese zijn de verschillen in spelling, grammatica en morfologie. Het Afrikaans kent immers andere grammaticale, morfologische en spellingsregels dan het Nederlands.
Deze stelling wordt betwist door taalkundigen die vinden dat het Afrikaans een dialect van het Nederlands is. Die taalkundigen leggen de nadruk op de gelijkenissen en overeenkomsten in plaats van de verschillen tussen het Afrikaans en het Nederlands.

## Mogelijke rol van de politiek
Het ontwikkeling van het Afrikaans is volgens anderen weer een uiting van de grote opleving van het Afrikanernationalisme. Afrikaner politici waren van mening dat zonder overschakeling van het Nederlands naar het Afrikaans kon een eigen nationalisme zich niet vormgeven, omdat Nederland de rol van “kultuurvoeder” zou spelen. Standaardisering van het Afrikaans zou meer dan het Nederlands helpen om de verengelsing van Zuid-Afrika tegen te gaan. Daarnaast waren de Afrikaner politici van mening dat elk “zichzelf respecterend” volk een eigen taal had, terwijl dit in werkelijkheid juist het tegenovergestelde is. Ondanks de standaardisering van het Afrikaans en de verwijdering van het Nederlands is het Afrikaanstalige cultuurgebied tegenwoordig gericht op het Engelstalige cultuurgebied, terwijl andere gebieden, waar rond 1900 ook Nederlands gepraat werd, zoals Vlaanderen en Suriname heden ten dage veel meer Nederlandstalig gericht zijn.

De Afrikaanse taalbeweging is niets minder dan een ontwaking bij ons volk tot een gevoel van eigenwaarde en tot de roeping om een waardiger plaats in te nemen in de wereldbeschaving. [...] Als wij toch van de erkende Nederlandsche taal en spelregels moeten afwijken, waarom moet die afwijking net genoeg wezen om onze taal in een zeer gebrekkig Nederlandsch te veranderen? Waarom kan de afwijking niet, eens en voor altijd, zoo radikaal wezen dat ieder, die een zin in onze taal leest, dadelijk zal zeggen: Dat is geen quasi-Nederlandsch of gekunsteld Kaapsch-Hollandsch - dat is het zuiver Afrikaansch? In dat geval zouden wij zoowel de taal van Holland als die van Zuid-Afrika zuiver houden, in plaats van een mengelmoes van beide te maken.
— J.H.H. de Waal, weekblad Ons Land, 3 september 1904

Zeker nadat de Vereenvoudigde Nederlandse Spelling in 1905 was aangenomen, begon de Tweede Afrikaanse Taalbeweging zich te beijveren voor het gebruik van Afrikaans ten koste van Nederlands. De kopstukken uit deze beweging waren ook politiek actief. Vooral Daniël François Malan, de latere apartheidspremier van Zuid-Afrika, viel het Nederlands hard aan en werkte deze taal, onder meer in zijn tijd als kanselier van de oorspronkelijk Nederlandstalige Universiteit Stellenbosch, de universiteiten uit. Malan speelde duidelijk een politiek spel.
Zelfs vijftig jaar later zegt De Villiers, de grondlegger van de grammatica van het Afrikaans, in het voorwoord van een boek waarin hij aan de hand van het Nederlands de Afrikaanse grammatica uitlegt:

Hierdie derde druk van die oorspronklike werk is heelwat gewysig omdat ek tot die oortuiging gekom het dat die samehorigheid van Nederlands en Afrikaans beklemtoon moet word, eerder as die verskille. Amper 99% van die Afrikaanse woordeskat bestaan uit Nederlandse woorde. 'n Taal wat so 'n groot persentasie van die woordeskat van 'n ander taal in hom het, sal moeilik sy bestaansreg kan verdedig.
— M. de Villiers, grondlegger van de Afrikaanse grammatica (1961)

De Villiers laat in dit citaat doorschemeren dat hij en de Suid-Afrikaanse Akademie vir Wetenskap en Kuns, die de spellingsregels voor het Afrikaans opstelt, werden beïnvloed door de politieke macht om van het Afrikaans een eigen taal te creëren, zodat de taal gebruikt kon worden bij het Afrikanernationalisme.